# Стуре, Сванте
Сванте Нильссон Натт о Даг (ок. 1460 — 2 января 1512) — регент Швеции в эпоху распада Кальмарской унии, с 21 января 1504 года.

## Биография
Отец Сванте принадлежал к роду Натт о Даг и приходился близким родственником Карлу VIII. Будучи одним из главных сторонников Стуре Старшего, он решил исход сражения под Брункебергом, когда были разбиты войска датского короля Кристиана II, что доставило ему большую славу в Швеции. Умер в 1494 году.
Сванте Нильсон командовал в 1495 году войсками, посланными против русских к Выборгу, и вытеснил последних из Финляндии, но затем самовольно оставил армию и вновь занял место в государственном совете, где выступил ярым противником регента Стуре Старшего.
Примирившись с последним, Сванте Нильсон участвовал в мятеже 1501 года против датского короля Ганса. После смерти Стуре Старшего он был избран регентом и в союзе с ганзейскими городами довёл до конца войну с Данией на суше и на море.
По его смерти в 1512 году регентом был избран его сын Стен Стуре Младший.